# Колесса Микола Філаретович
Мико́ла Філаре́тович Коле́сса (6 грудня 1903, Самбір, Королівство Галичини та Володимирії — 8 червня 2006, Львів) — український композитор, диригент, педагог, засновник української диригентської школи.

## Біографія
Народився у Самборі в родині видатного українського фольклориста Філарета Колесси. Саме в той день Західна Україна у Львові вітала композитора Миколу Лисенка із 35-річним ювілеєм його творчої діяльності. А коли наступного дня Філарет Михайлович Колесса зайшов до ложі Львівської опери, де сиділи Микола Лисенко та Іван Франко, та розповів їм про народження сина, Микола Лисенко запропонував назвати малого Миколою.
Микола Колесса зростав у атмосфері музикування і співу. Його стрийком був відомий оперний співак Модест Менцинський. «Коли я і мої сестри підросли, — розповідав пізніше композитор, — ми часто із батьками співали хором українських народних пісень. А під час канікул завжди виїздили в гори на Бойківщину і Лемківщину. Ось тут годинами я насолоджувався народними мелодіями, які батько записував на фонограф». Миколі не було ще й п'яти років, як він почув мелодії іншого складу — пісні й думи Полтавщини. Оскільки батьки Миколи були палкими прихильниками співочого товариства «Боян», то знайомство Миколи із хоровими творами Миколи Лисенка, Станіслава Людкевича, Анато́ля Вахнянина, Дениса Січинського відбулося на концертах товариства.
У 1911 році батьки віддають малого на навчання до Музичного Інституту ім. М. Лисенка (клас Марії Криницької). Та події 1914–17 років (Перша світова війна), змусили Колесс залишити рідну домівку і шукати прихистку у Відні. Там Микола навчався у гімназії і брав приватні уроки гри на фортепіано. Пізніше навчався у приватній школі італійської піаністки Маріетти де Джеллі.
З юнацьких років належав до Пласту, брав активну участь у його діяльності. Нагороджений одним із найвищих пластових орденів — «Вічного Вогню у Золоті».
Повернувшись до Львова, Микола зацікавився диригуванням. Тож коли його попросили підмінити диригента чоловічого хору гімназії, наміри освоїти диригентський фах утвердились остаточно. Проте батьки обрали Миколі інший шлях, і він із 1922 по 1923 роки навчався на медичному факультеті Ягеллонського університету (Краків). Втім, відвідавши у Кракові концерт, на якому виконувалась Симфонія № 9 Людвіга ван Бетговена, Микола Колесса остаточно вирішив покинути медицину й стати професійним музикантом. Він вирушив до Праги і у 1924 році поступив до Карлового університету на факультет філософії та славістики, а також записався вільним слухачем до педагогічного інституту ім. Драгоманова на музичний факультет, де вивчав гармонію у Федора Якименка та диригування у Платоніди Щуровської.
В 1925 році Миколу Колессу прийняли на другий курс відділу композиції та диригування Празької консерваторії, навчання у якій він завершив 1928 року. Першим професійним твором композитора стала «Українська сюїта» (1928). Її прем'єра відбулася того ж року в Празькій консерваторії, а згодом (на пропозицію Станіслава Людкевича) ще й у Львові. В «Українській сюїті» яскраво вимальовується колорит, зокрема, гуцульського фольклору. Фінал сюїти має назву «Коломийка».
Після закінчення консерваторії Микола Колесса вступив до Школи вищої майстерності, де навчався композиції у Вітезслава Новака, учнями якого були також Нестор Нижанківський та Василь Барвінський. На той час у доробку композитора з'являються наступні твори: Варіації для симфонічного оркестру, Фортепіанний квартет, дві сюїти для фортепіано — «Дрібнички» та «Пасакалія, скерцо, фуга». З дипломом диригента й композитора Микола Колесса повертається до Львова. Проте, йому не одразу вдалося влаштуватись на роботу. Якийсь час викладав у оперній студії при консерваторії Польського товариства, диригував хором «Стрийський Боян», вів курси сільських диригентів. Вже тоді заклався підмурівок його диригентської школи.
Згодом Микола Філаретович отримав постійне місце викладача теоретичних дисциплін та диригування у Вищому музичному інституті ім. Миколи Лисенка у Львові (1931—1939).
Зібрав рукописи, опублікував статті, спогади про Богдана-Ігоря Антонича.
У 1953–1965 роках — ректор, а з 1957 р.— професор Львівської консерваторії (тепер — Львівська національна музична академія імені Миколи Лисенка).
Активно виступав як диригент із симфонічними оркестрами Львівської філармонії, Театру опери та балету (1944–1947). Водночас був художнім керівником і головним диригентом хорової капели «Трембіта» (1946–1948).
Микола Колесса виховав цілу плеяду диригентів, знаних далеко за межами України. Серед них: Степан Турчак, Іван Гамкало, Юрій Луців, Іван Юзюк, Євген Вахняк, Тарас Микитка, Богдан Антків, Орест Кураш, Роман Филипчук, Євген Досенко Богдан Герявенко і багато інших, а підручник «Основи техніки диригування» й донині залишається основною навчальною книгою для декількох поколінь музикантів. Його ім'ям була названа Львівська державна музична школа № 2.
Помер у Львові, похований на полі № 3 Личаківського цвинтаря.

## Нагороди та відзнаки
- академік
- орден «Знак Пошани» (1948)
- орден Леніна (15.09.1961)
- орден Дружби народів (1981)
- народний артист СРСР (1991)
- лауреат Державної премії України ім. Т. Шевченка (1983)
- заслужений діяч мистецтв України
- орден «За заслуги» II ст. (1998)
- орден «За заслуги» I ст. (2000) [повний кавалер]
- номінант «Галицького Лицаря»
- Пластовий Орден вічного вогню в золоті
- Почесна відзнака Президента України (1993)
- Кавалер ордена Ярослава Мудрого V ст.
- Герой України (з врученням ордена Держави, 21 січня 2002).

## Творчість
Для симфонічного оркестру
- 1-ша і 2-га симфонії (1950, 1966)
- «Українська сюїта» (1928)
- «Симфонічні варіації» (1931)

Для фортепіано
- фортепіанний квартет (1930)
- 3 сюїти - «Дрібнички» (1928), «Пасакалія. Скерцо. Фуга» (1929), «Малюнки Гуцульщини» (1934)
- Сонатина (1939), Фантастичний прелюд (1938), Три коломийки (1959), 4 прелюдії (1938–1981), 3 п'єси для дітей (1959), Осінній прелюд (1969), Гуцульський прелюд (1975), «Про Довбуша

Для органа
- «Прелюдія і фуга» (1977) – прем’єра  14 жовтня 1977 року у виконанні Самуїла Дайча в Львівському органному залі запис на Youtube

Для хору
- «Радісний день» (сл. А. Анатольського, 1945), «Славний наш прапор» (сл. М. Рильського, 1948), триптих «Пісня про гуцулку Олену та партизанів Ковпака» ( сл. Т. Масенка, 1949), «Засвітило сонце свободи» (1951), «Ой зелена Буковина» (сл. П. Голубничого, 1953)
- хори на слова Т. Шевченка, С. Руданського, П. Тичини, М. Рильського, Л. Костенко, Р. Братуня та ін.

Інші твори
- сюїта для струнного оркестру «У горах» (1935)
- Пісні, романси, у тому числі цикли «В краю квітучої вишні» (1971, сл.  І. Такубоку) і «Дитячі сни» (1978, сл. народні)
- обробки лемків (у тому числі вокально-інструментальний цикл «Лемківське весілля», для хору та струнного квартету, 1937; 2-а ред. 1967), волинські, поліські, гуцульські народні пісні, а також білоруські, чеські, словацькі та угорські
- музика до спектаклів та кінофільмів.

### Фільмографія
- 1956 —	Іван Франко (разом з Б. Н. Лятошинским)

### Науково-методичні роботи
- «Основи техніки диригування» (Київ, 1960; 1973; - Київ, 1981).
- «Диригування» (Л., 1938)
- «Сторінки історії українсько-чеських музичних зв'язків» (Л., 1971. Вип. 5)
- «Навчання студента-диригента у класі за спеціальністю» (Київ, 1972)
- «Опрацювання українських народних пісень» (Київ, 1978)
- «Диференційовані жести у диригуванні» (Методична розробка) (Київ, 1980).

## Учні
Стефан Турчак, Гамкало Іван, Луців Юрій, Юзюк Іван, Вахняк Євген, Микитка Тарас, Антків Богдан, Кураш Орест, Филипчук Роман, Євген Досенко, Герявенко Богдан, Ігор Левенець, Роман Никифорів.

## Публіцистика
Написав «Вступне слово» до «Антології лемківської пісні», упорядник професор Марія Байко. — Львів, 2005.